# Kabinett Tittoni
Das Kabinett Tittoni regierte das Königreich Italien vom 12. März 1905 bis zum 28. März 1905. Es folgte dem Kabinett Giolitti II und wurde geschäftsführend von Tommaso Tittoni angeführt, der unter Giolitti Außenminister war. 
Das Kabinett Tittoni war das 41. Kabinett des Königreiches und mit 16 Tagen Amtszeit das am kürzesten dauernde Kabinett des Königreiches. Es war nach dem Rücktritt Giolittis als Übergangskabinett gebildet worden, nachdem Giolittis Wunschkandidat Alessandro Fortis am 16. März auf das Amt verzichtet hatte, da er gegen den Widerstand Giolittis und seiner Anhänger mehrere Ministerien umbesetzten wollte. Nachdem es Tittoni gelungen war, einen allgemeinen Konsens für den Kandidaten Fortis als Ministerpräsidenten zu finden, wurde Fortis von König Viktor Emanuel III. mit der Regierungsbildung beauftragt, der das Kabinett Fortis I bildete.

## Minister

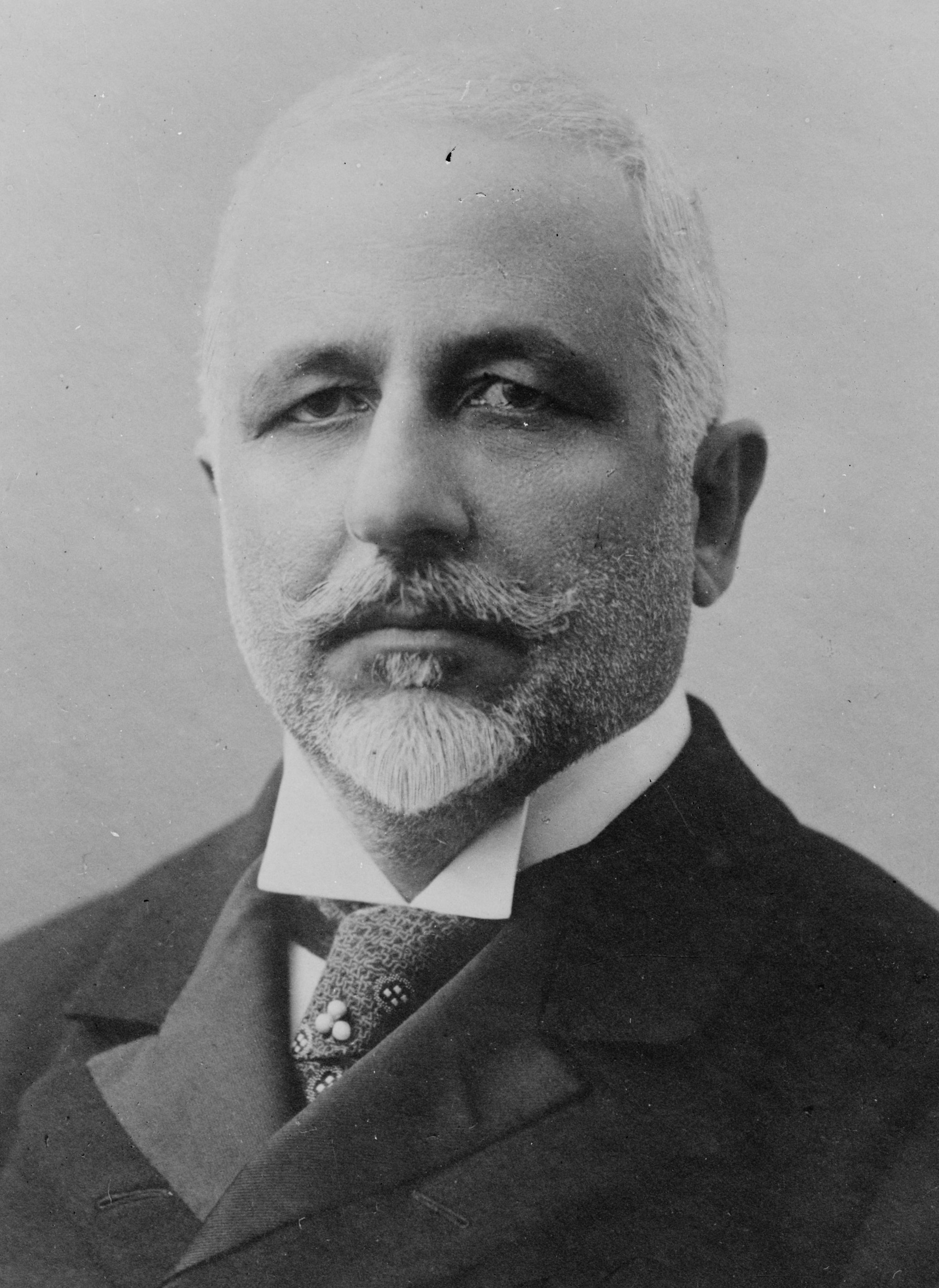
Tommaso Tittoni

| Ministerien                          | Name                                 |
| ------------------------------------ | ------------------------------------ |
| Ministerpräsident                    | Tommaso Tittoni (geschäftsführend)   |
| Äußeres                              | Tommaso Tittoni                      |
| Inneres                              | Tommaso Tittoni (geschäftsführend)   |
| Justiz und Kirchenangelegenheiten    | Scipione Ronchetti                   |
| Krieg                                | Ettore Pedotti                       |
| Marine                               | Carlo Mirabello                      |
| Finanzen                             | Angelo Majorana Calatabiano          |
| Schatz                               | Luigi Luzzatti                       |
| Öffentliche Arbeiten                 | Francesco Tedesco                    |
| Bildung                              | Vittorio Emanuele Orlando            |
| Landwirtschaft, Industrie und Handel | Luigi Rava                           |
| Post und Telegraphie                 | Francesco Tedesco (geschäftsführend) |